# Dąbrowa Biskupia (plaats)
Dąbrowa Biskupia is een dorp in het Poolse woiwodschap Koejavië-Pommeren, in het district Inowrocławski. De plaats maakt deel uit van de gemeente Dąbrowa Biskupia.